# CQ ham radio
 For alternative betydninger, se CQ.
 Ikke at forveksle med CQ Amateur Radio.
CQ ham radio er et amatørradio entusiast tidsskrift udgivet månedligt i Japan. CQ ham radio udgives på japansk og dets abonnenter er primært i Japan. Navnet CQ ham radio er afledt af CQ-kaldet.
CQ ham radio er ikke associeret med det lignende navngivne tidsskrift fra USA: CQ Amateur Radio.